# François Kaboré
François Ouampoussoga Kaboré (Boulkiemdé, Alto Volta, 5 de mayo de 1960-), líder político y fundador del Partido por la Democracia y el Progreso-Partido Socialista junto al exdirigente Joseph Ki-Zerbo, fallecido en 2006. Excandidato presidencial a las elecciones de 2010. 

## Carrera política
Heredó el partido fundado por Joseph Ki-Zerbo, Partido por la Democracia y el Progreso-Partido Socialista (PDP-PS), el cual lo llevó como candidato a la presidencia en 2010. En las elecciones presidenciales de 2010 volvió a ser candidato, consiguiendo un 0,86% de los sufragrios, quedando en sexto lugar.
A poco de las elecciones, François Ouampoussoga Kaboré fue internado en un hospital para ser tratado por un ataque cardíaco, del cual se recuperó y está saliendo de la gravedad.

## Historia electoral
- Elección presidencial de Burkina Faso (2010), para el período 2011-2016[3]

| Candidato                   | Partido | Votos     | %      | Resultado  |
| --------------------------- | ------- | --------- | ------ | ---------- |
| Blaise Compaoré             | CDP     | 1 357 955 | 80,15% | Presidente |
| Hama Arba Diallo            | PDS     | 139 114   | 8,21%  |            |
| Bénéwendé Stanislas Sankara | UNIR-MS | 107 331   | 6,34%  |            |
| Boukary Kaboré              | UPS-MP  | 39 188    | 2,31%  |            |
| Maxime Kaboré               | PIB     | 25 085    | 1,48%  |            |
| Pargui Emile Paré           | MPS     | 14 560    | 0,86%  |            |
| François Kaboré             | PDP-PS  | 10 964    | 0,65%  |            |